# Pecija
Petar Popović (în sârbă Петар Поповић; n. 1826, Krupa na Uni⁠(d), Republika Srpska, Bosnia și Herțegovina – d. 29 august 1875, Comuna Jasenovac, Sisak-Moslavina, cantonul Sisak-Moslavina, Croația), cunoscut sub numele de Pecija (Пеција), a fost un hajduk (haiduc) sârb care i-a condus pe rebelii sârbi în două revolte împotriva Imperiului Otoman în regiunea Bosanska Krajina, prima în 1858 și a doua în 1875.

## Biografie

### Primii ani
Petar Popović s-a născut într-o familie sârbă ortodoxă din satul Bušević din regiunea Krupa na Uni (actuala Bosnia și Herțegovina) în 1826. Părinții săi se numeau Petar și Ilinka. El și-a petrecut cea mai mare parte a vieții sale în Bosanska Kostajnica. A fost un autodidact și în afară de limba sârbă mai vorbea și limba turcă. Dușman al statului otoman, Petar s-a alăturat haiducilor în 1848, la vârsta de doar 22 de ani, și a luptat cu otomanii pe tot parcursul restului vieții sale.

### Prima revoltă a lui Pecija
La mijlocul anului 1858 a izbucnit o revoltă în nord-vestul Bosniei, care a generat o represiune otomană la adresa populației sârbe locale. În satul Ivanjska din nahiyah Krupa, populația sârbă din satul majoritar catolic s-a răsculat. După câteva împușcături în jurul satului Ivanjska s-au mai ridicat la luptă și alte sate. S-a spus că principala cauză a revoltei a constituit-o tirania (zulum) ocupanților otomani. În iunie 1858 revolta s-a extins în regiunea Knešpolje. Conducătorii revoltei au fost fostul hajduk (haiduc) Petar Popović–Pecija, Petar Garača (d. 1858), Simo Ćosić și Risto Jeić. Populația rurală din regiunea Knešpolje era formată în principal din sârbi ortodocși, în timp ce populația musulmană trăia predominant în orașe. Pe 20 iunie rebelii i-au determinat pe musulmani să se refugieze în orașul Novi. Aproximativ 600 de rebeli s-au adunat în apropierea orașului Novi, plănuind să-l atace. În același timp, Pecija și Garača au adunat aproximativ 3.000 de rebeli, care au pătruns în Ivanjska cu scopul de a-i ajuta pe rebelii locali. Pe 4 iulie, în bătălia de la Doljani, lângă Bihać, au fost uciși aproximativ 100 de turci, după care Jeić a trecut în Austria, încercând să convingă pe austrieci că acești țărani cu furci și coase meritau o viață mai bună. Pe 15 iulie, tabăra din Ivanjska, unde se aflau Pecija și Garača, a fost luată cu asalt. Trupele rebele aflate în apropierea satului Ivanjska au fost zdrobite în luptă, iar Pecija și Garača i-au condus pe rebelii supraviețuitori în Knešpolje, unde era ultimul lor punct de rezistență.
În acest timp, trupele otomane au fost întărite cu detașamente trimise în ajutor din toate regiunile Bosniei și pe 21 iulie a avut loc bătălia de la Tavija, în apropierea actualului oraș Kostajnica. Aproximativ 1.000 de rebeli s-au apărat curajos, dar nu au putut rezista și cei mai mulți dintre ele au decis să fugă în Austria, după ce au fost înfrânți. A doua zi a avut loc o bătălie în apropierea satului Kuljan. Trupele lui Pecija și Garača, slăbite de trecerea unui număr mare de rebeli pe cealaltă parte a râului Una (pe teritoriul austriac), nu au avut puterea de a opune o rezistență serioasă armatei otomane bine organizate, așa că au decis să se refugieze, de asemenea, în Austria. Cu toate acestea, austriecii au refuzat să le acorde protecție și au încercat să-i dezarmeze și să-i predea autorităților otomane; Pecija și Garača au decis să nu se predea și cu o trupă formată din aproximativ 300 de rebeli au spart blocada otomană și s-au refugiat în munții Prosar.
În următoarele luni, Pecija și Garača au continuat să ducă un război de gherilă în regiunea Knešpolje, dar, cu toate acestea, revolta a fost în mare parte zdrobită. În decembrie 1858 Garača a fost ucis în apropiere de Kostajnica. După moartea lui Garača, Pecija a decis să se retragă în Austria, dar autoritățile austriece l-au capturat, după ce l-au luat prin surprindere, și l-au predat otomanilor pentru un premiu de 5.000 de groși. Pecija a fost dus la Constantinopol pentru a fi judecat. Acolo, el a fost condamnat la moarte pentru, conform acuzațiilor, uciderea a 98 de turci. Executarea condamnării la moarte urma să aibă loc în orașul său natal din eyaletul Bosnia. În timpul călătoriei de la Constantinopol, Pecija a reușit să evadeze în apropierea orașului Užice și s-a refugiat în Principatul Serbiei.

### Șederea la Kragujevac și Belgrad
Se cunosc puține informați cu privire la perioada șederii sale în Serbia. Potrivit arhimandritului S. Vujasinović el a fost primit de prințul Mihailo, care l-a numit în corpul de gardă din Kragujevac; după informațiile lui D. Aleksić a lucrat în turnătoria din Kragujevac; potrivit lui M. Ekmečić el a fost pandur (gardian) la Kragujevac. A rămas în Serbia până ce a izbucnit o revoltă în vilayetul Bosnia în 1875.

### Revolta din Bosanska Krajina

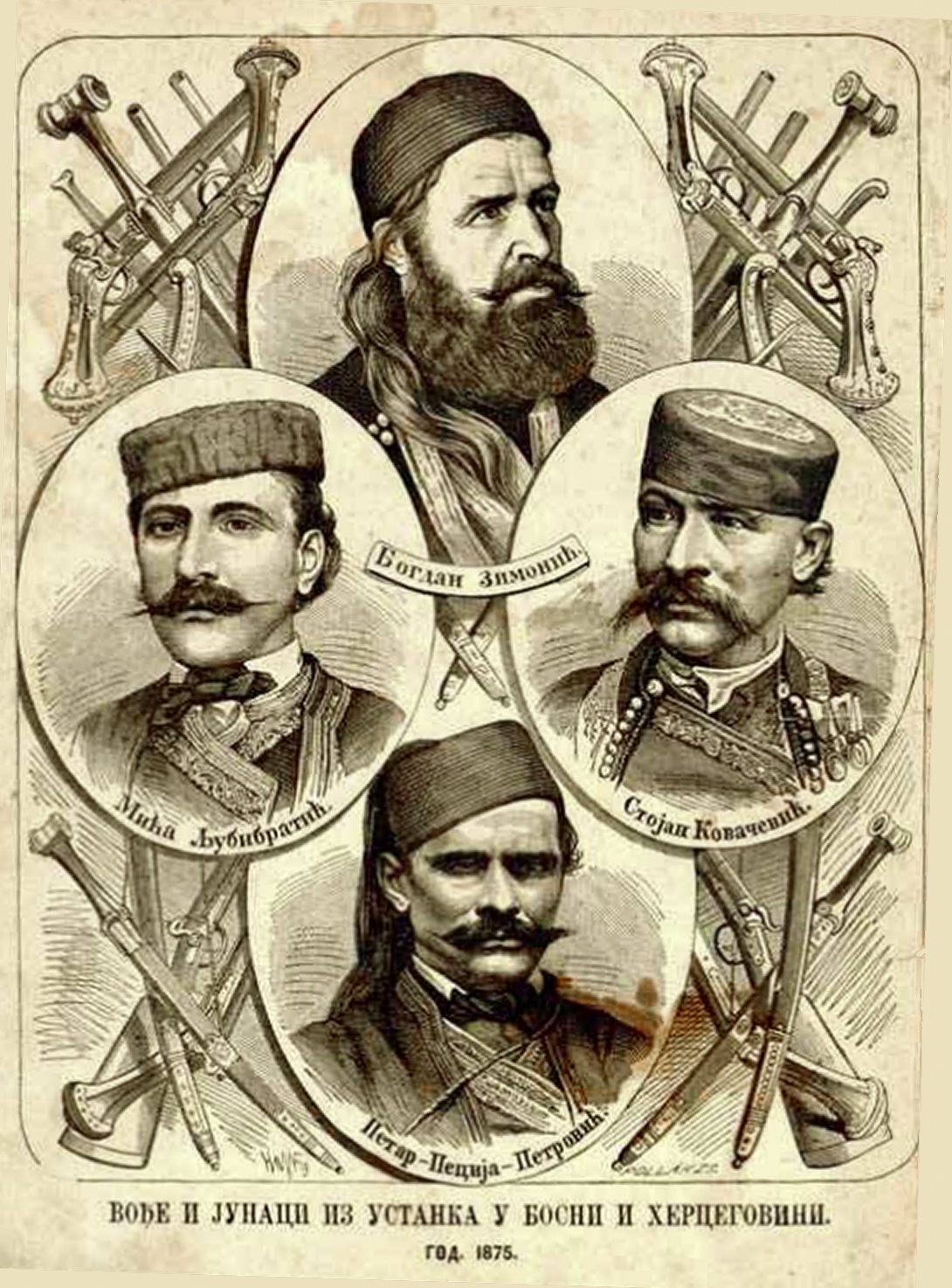
Conducătorii și eroii Răscoalei din Bosnia și Herțegovina, ilustrație în calendarul sârb Orao (1876). Pecija este reprezentat în partea de jos.

El s-a alăturat imediat revoltei din Bosanska Krajina (1875) și a luptat la Gašnica în 28 august. Pecija s-a dovedit încă o dată a fi unul dintre conducătorii cei mai capabili, reușind să-i alunge pe otomani. Cu toate acestea, la scurt timp după aceea, din cauza trădării lui Ilija Čolanović, potrivit legendei populare, otomanii i-au atacat pe rebeli prin surprindere și după o luptă lungă și violentă au zdrobit oastea de haiduci; unii dintre haiduci au fugit la Prosar și doar aproximativ 50 au rămas să continue lupte împreună cu Pecija pe malul râului Sava.
Pecija și rebelii lui au reușit să captureze o ambarcațiune și să treacă râul, dar mulți dintre ei, aflându-se în bătaia focului, au fost uciși de trupele otomane. Doar Pecija și doi bărbați au rămas în viață, iar Pecija, neobosit și curajos cum era, în loc să fugă, s-a dus în câmp deschis și a strigat „Hei, turcilor, aflați că nu l-ați ucis pe Pecija, el este încă viu și în curând se va răzbuna”. Un glonț l-a lovit în cap și a murit pe loc în noaptea de 29 august 1875. Pecija a fost îngropat, alături de Kormanoš și de ceilalți rebeli, în apropiere de Jasenovac. La un deceniu după moartea sa, rămășițele pământești ale lui Pecija au fost transferate și îngropate pe teritoriul mănăstirii Moštanica, la poalele muntelui Kozara, lângă Kozarska Dubica.

## Moștenire

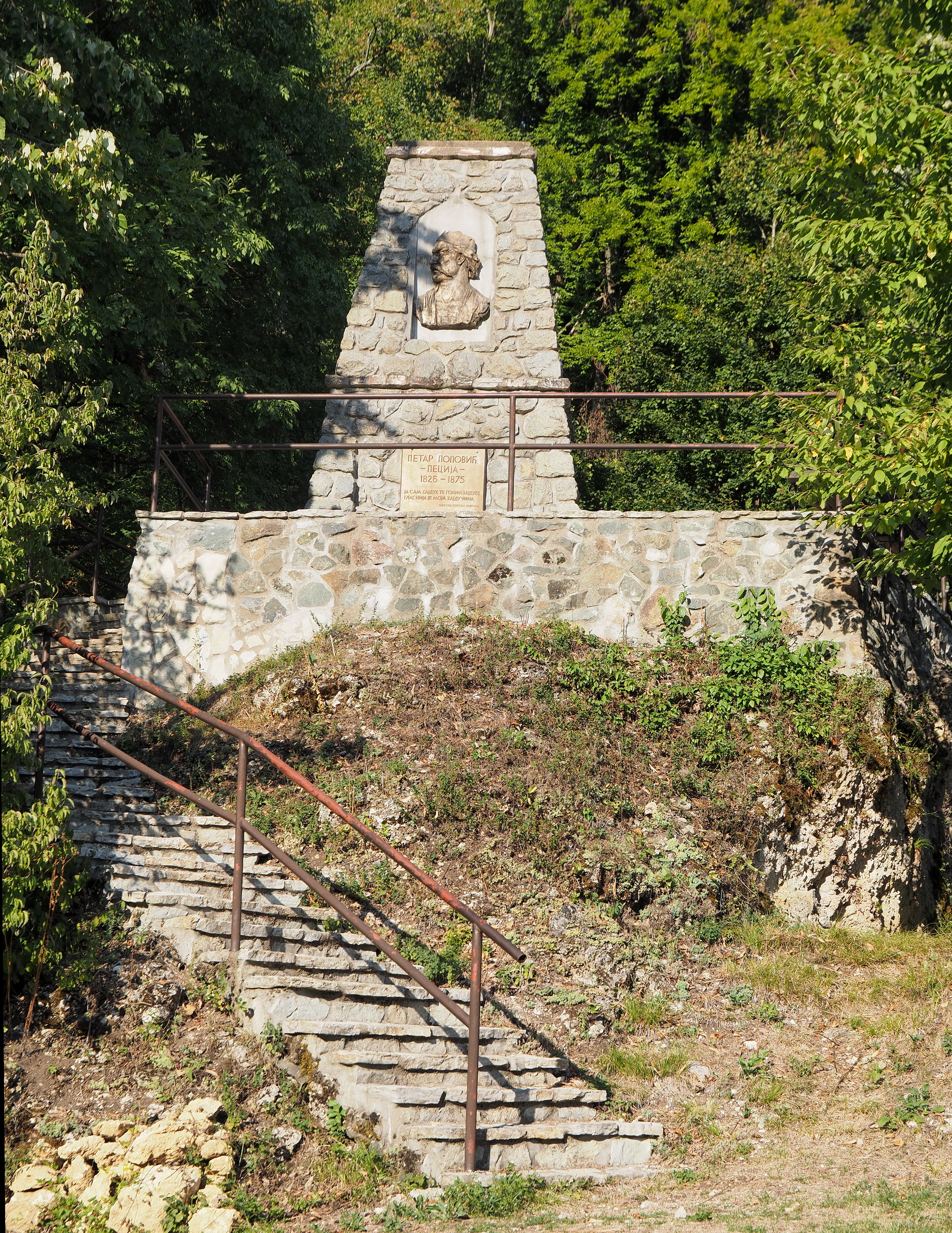
Monument în afara Mănăstirii Moštanica pe locul în care a fost îngropat haiducul Pecija.

După moartea lui Pecija, el a fost îngropat pe partea austriacă a râului Sava, în apropiere de Jasenovac. Sârbilor nu li s-a permis să-i mute rămășițele pământești în Bosnia. Sârbii din Kozarska Dubica, printre care Ostoja Kosanović, Jovo Subanović și Dimitrije Misaljević, au început inițiativa pentru mutarea rămășițelor lui Pecija în Bosnia, unde urmau să fie înmormântate cu onorurile cuvenite. Ei, împreună cu un preot din Mlaka, au convenit în secret să-i dezgroape rămășițele și să le aducă în Kozarska Dubica, unde au fost depozitate în podul casei lui Jovan Jajčanin. Când austriecii au aflat acest lucru, Jajčanin și ceilalți au mutat rămășițele lui Pecija la Mănăstirea Moštanica, unde a fost îngropat. Arhimandritul Kiril Hadžić de la Mănăstirea Moštanica a acceptat înmormântarea lui pe teritoriul mănăstirii (1885-1886). În 1910, la cererea poporului sârb, egumenul Ivančić a binecuvântat mormântul lui. În 1933 a fost ridicat un monument dedicat lui Pecija, în afara mănăstirii Moštanica.